# 多南 (艾奧瓦州)
多南是位於美國愛荷華州費耶特縣的一個非建制地區。於1922年成爲建制地區，於1991年成爲非建制地區，目前已成爲了一個鬼城。在1990年美國人口普查中，該地人口為7人。

## 歷史

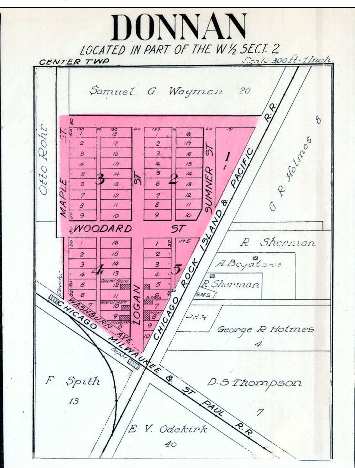
多南1916年的測量圖紙

多南的郵局於1874年7月10日開始營業。該鎮以多南交界處的名稱於1878年被測量，因爲它在密爾沃基鐵路與岩島鐵路的交界處。多南以威廉·多南的名字命名，他在1871至1875年在眾議院任職。

### 成爲建制地區

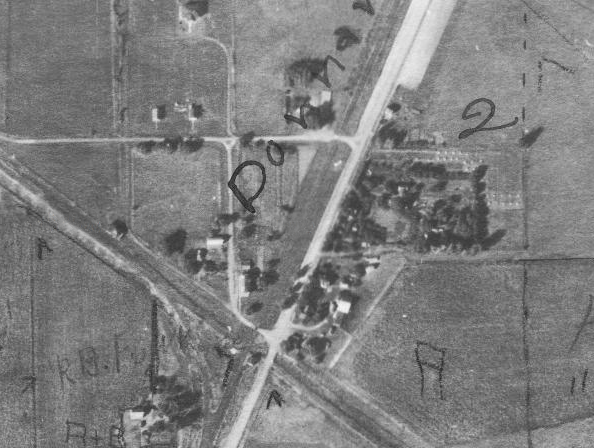
唐南（Donnan）在1930年代拍攝的航拍照片，顯示多南的新主要街道新多南路（從西南向東北）。照片中還可以清楚地看到伍德亞德街和洛根街。

該定居點以多南的名稱於1922年成爲建制地區，以便建造一所學校。多南當時有1-平方英里（2.6-平方），滿足了該州的25人最低面積要求。到1930年左右，多南已經比最初有了許多改進，包括在岩島鐵路旁修建的一條東北-西南走向的路，這條名為新多南路的道路成為該鎮的主要交通通道。
除了郵局和鐵路倉庫外，多南的社區還設有會議廳，泳池廳，貨場，餐廳，農具公司，五金店，穀倉塔，鐵匠鋪和酒店等。雖然因爲該地位於兩條鐵路交界處的黃金地段所以吸引了許多企業，但該鎮從未吸引過許多居民。多南的人口在1940年代達到頂峰，有50人左右。